# Colomán Trabado
Colomán Trabado Pérez (Vega de Valcarce, 2 gennaio 1958) è un ex mezzofondista ed ex giocatore di football americano spagnolo.
Dopo il ritiro dall'atletica leggera giocò per 2 stagioni nei Madrid Panteras, squadra di football americano con cui vinse 2 titoli nazionali.

## Palmarès
| Anno | Manifestazione          | Sede       | Evento      | Risultato        | Prestazione | Note |
| ---- | ----------------------- | ---------- | ----------- | ---------------- | ----------- | ---- |
| 1982 | Europei indoor          | Milano     | 800 m piani | Bronzo           | 1'48"35     |      |
| 1983 | Europei indoor          | Budapest   | 800 m piani | Oro              | 1'46"91     |      |
| 1983 | Giochi del Mediterraneo | Casablanca | 800 m piani | Bronzo           | 1'52"19     |      |
| 1985 | Mondiali indoor         | Parigi     | 800 m piani | Oro              | 1'47"72     |      |
| 1986 | Europei indoor          | Madrid     | 800 m piani | Argento          | 1'49"12     |      |
| 1988 | Giochi olimpici         | Seul       | 800 m piani | Quarti di finale | 1'48"12     |      |

## Altri eventi internazionali

### Campionati ibero-americani
- 1 medaglia:
  - 1 oro (Città del Messico 1988 negli 800 m piani)